# George Abecassis
George Abecassis (n. 21 martie 1913 - d. 18 decembrie 1991) a fost un pilot englez de Formula 1 care a evoluat în Campionatul Mondial între anii 1951 și 1952.
1. ↑  George Edgar Abecassis, TracesOfWar
2. ↑   https://www.motorsportmagazine.com/database/drivers/george-abecassis Lipsește sau este vid: |title= (ajutor)
3. 1 2  George Abecassis • Career & Character Info | Motorsport Database (în engleză), accesat în 7 martie 2025